# Unitat de procés gràfic
|  | Per a la policia secreta soviètica, veure OGPU |

La Unitat de Procés Gràfic (coneguda per l’acrònim GPU, de l’anglès Graphic Processing Unit) és un dispositiu informàtic dedicat a la generació de gràfics per a ordinadors personals, estacions de treball o consoles de videojocs. Les GPU modernes són molt eficients a l'hora de mostrar gràfics d'alta resolució gràcies a la seva forma de gestionar dades en paral·lel. La GPU usualment s’integra en una targeta gràfica tot i que a vegades també pot estar integrada a la placa base.

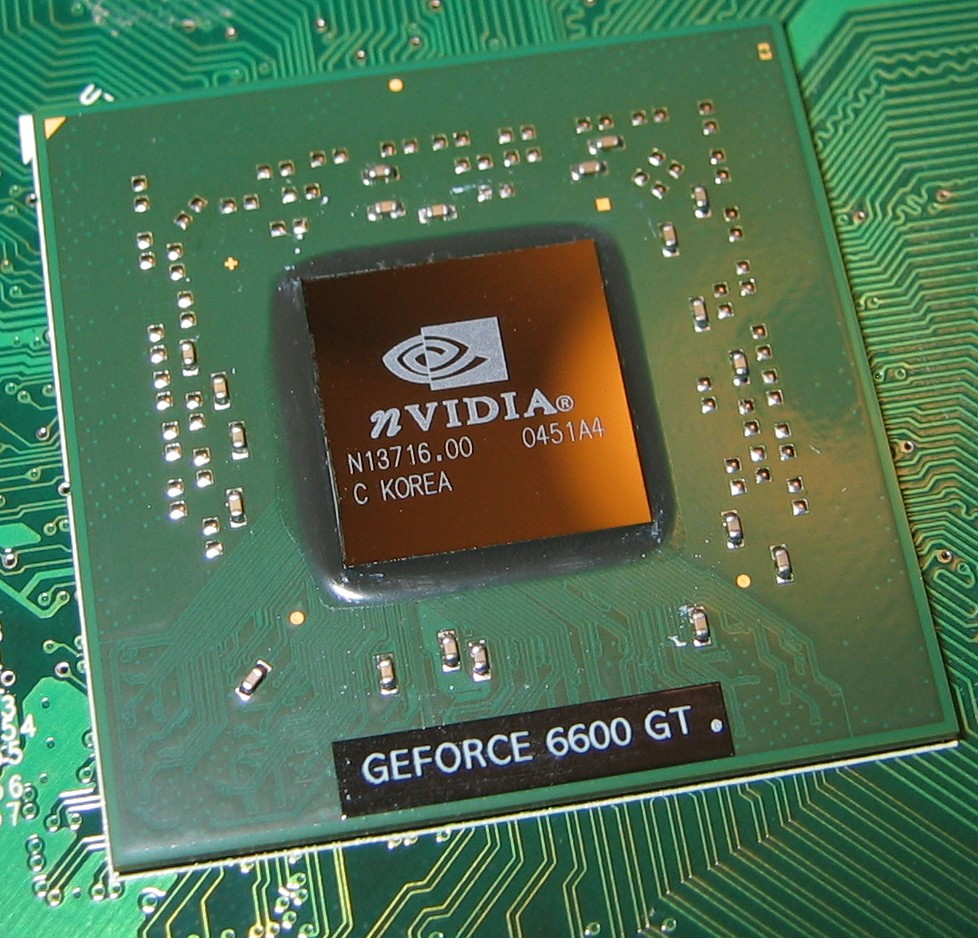
GPU d'una nVidia Geforce 6600GT

Una GPU és capaç d'aplicar una sèrie d'operacions base sobre un gràfic de forma molt més ràpida que la CPU. Les operacions més comunes són dibuixar triangles, rectangles, cercles, arcs i l'operació BitBLT (combinar diversos bitmaps). Les GPU modernes utilitzen la majoria dels seus transistors per realitzar càlculs relacionats amb els gràfics d'ordinador en 3D i inclouen funcions relacionades amb el vídeo digital.
Inicialment, van ser utilitzades per accelerar la memòria de treball intensiu de mapatge de textures i polígons de subproductes, per després afegir unitats per tal d'accelerar els càlculs geomètrics, com ara la rotació i translació dels vèrtexs en els diferents sistemes de coordenades. L'evolució recent de les GPU suporten 'shaders' programables que poden manipular els vèrtexs i les textures amb moltes de les mateixes operacions amb el suport de la CPU, el sobremostreig i tècniques d'interpolació per reduir l'aliàsing.

## Història
Les GPU modernes són descendents dels xips gràfics dels finals dels 70. Aquests xips tenien suport BitBLT limitat a la forma de sprites i usualment no eren capaces de dibuixar figures. Algunes GPU podien executar diverses i usaven DMA per a reduir la càrrega del processador amfitrió. Un exemple seria el coprocessador ANTIC usat en els ATARI 800 i 5200. A partir dels finals dels 80 els microprocessadors de propòsit general d'alta velocitat van començar a ser molt populars i això va permetre incorporar-los a les GPU més avançades. Les targetes de gamma més alta per a PC i estacions de treball usaven Processadors Digitals de Senyal (DSP) tals com la sèrie TMS340 de Texas Instruments que eren capaces d'implementar funcions de dibuix ràpid. A més algunes impressores làser van començar a incorporar una petita GPU integrada a un processador RISC que seriva per a fer l'escombrat d'imatges "PostScript".
A mesura que la tecnologia dels semiconductors va millorar va ser possible traslladar les funcions de dibuix i BitBLT a una única placa i posteriorment a un mateix xip aconseguint crear controladors de frames VGA. Aquests acceleradors 2D no eren tan flexibles com els basats en microprocessadors, però eren molt més fàcils d'implementar i vendre. El Commodore d'AMIGA va ser el primer ordinador que portava inclosa una unitat "blitter" i un sistema gràfic (IBM 8514).

## Diferència CPU/GPU
Tot i que ho podria semblar no és possible substituir la GPU per una CPU, ja que una CPU tot i tenir una major freqüència de rellotge treballa d'una forma molt diferent. Les GPU s'estan desenvolupant ràpidament gràcies a la seva especialització específica als gràfics (només estan pensades per a una tasca) i estant optimitzades per al càlcul de valors en coma flotant usuals en entorns 3D a diferència de les CPU molt ineficients en aquesta tasca.
Moltes aplicacions gràfiques necessiten un alt nivell de paral·lelisme en tenir unitats fonamentals de càlcul (vèrtex i píxels) completament independents. Per tant, és una bona estratègia usar la força bruta de les GPU per a completar altres càlculs al mateix temps. Els models actuals de GPU solen tenir 6 processadors de vèrtex (que executen vertex shaders) i entre dos i tres cops més de processadors de píxels (que executen fragment shaders). Així una freqüència de rellotge d'uns 600 MHz (estàndard actualment a les GPU i baixa en comparació a una CPU de per exemple 4 GHz) es tradueix en una potència de càlcul molt major per a la GPU gràcies a l'arquitectura en paral·lel.
Així, la diferència més gran entre GPU i CPU és l'arquitectura. Les CPU solen usar un model de Von Neumann i, en canvi, les GPU es basen en el Model Circulant, un model que facilita el processament en paral·lel i la segmentació de les tasques.

## Tipus de GPU

### Targetes dedicades

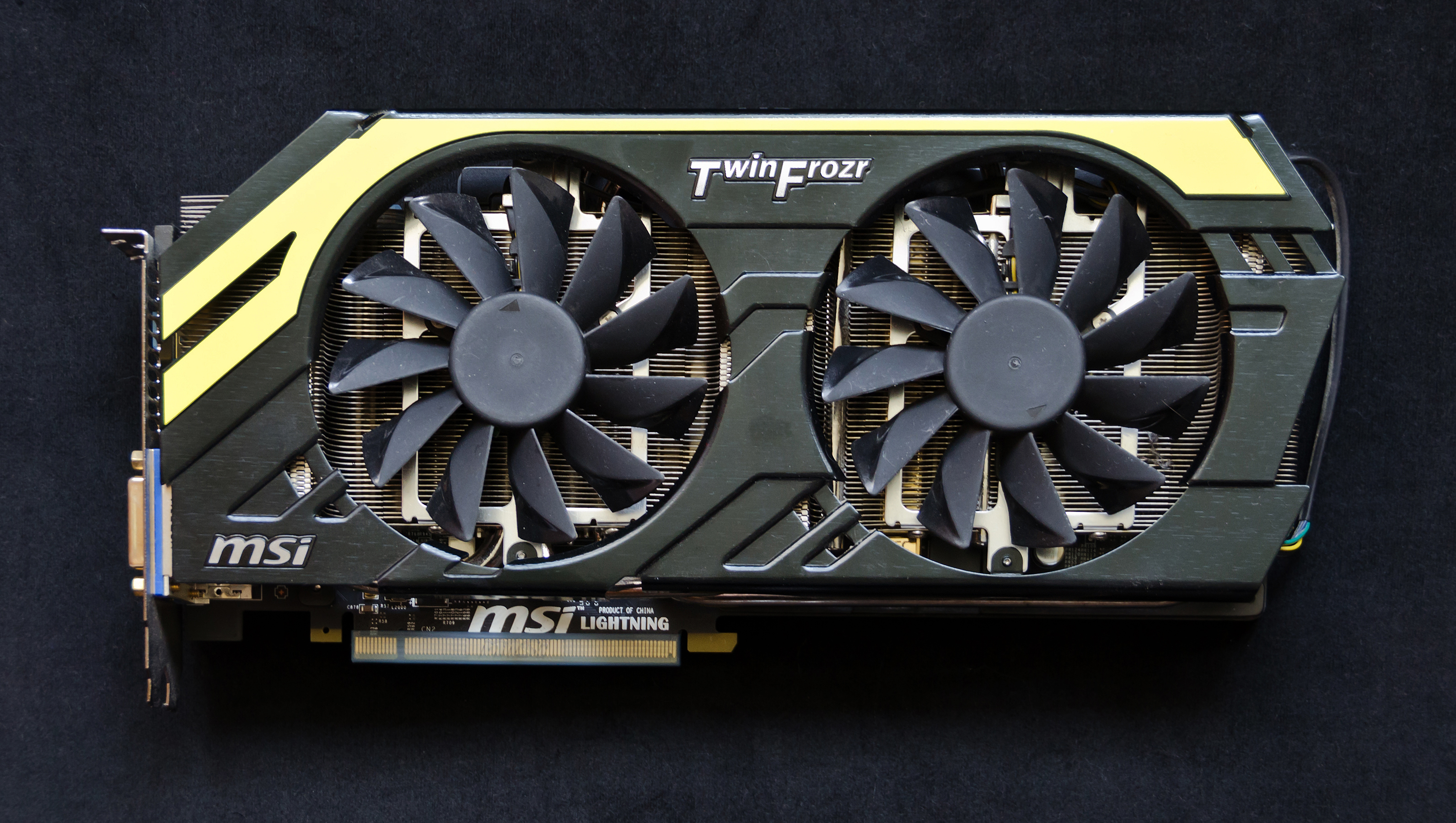
Targeta gràfica MSI GTX 770 Lightning

Conegudes també col·loquialment com targetes gràfiques interaccionen amb la placa base usant una ranura d'expansió (PCI Express, Peripheral Component Interconnect o AGP). El terme "dedicada" significa que la targeta té memòria RAM pròpia i dedicada exclusivament per al seu propi ús, evitant així fer servir memòria del sistema, que resulta d'un accés molt més lent. L'abril de 2008, les targetes portaven habitualment entre 256 i 512 MB de RAM del tipus DDR2 SDRAM o DDR3. El seu preu pot oscil·lar entre els 100 i els 400 euros i el consum elèctric dels models més potents pot ser de l'ordre dels 150 watts.

### Targetes integrades
Es diuen integrades, ja que estan físicament integrades (i soldades) a la placa base, en comptes de ser targetes físicament separades i intercanviables entre diferents plaques base. No tenen memòria RAM pròpia sinó que fan servir la del sistema. El seu consum elèctric és de l'ordre dels 10 watts i el seu rendiment és també molt menor, especialment en l'acceleració de gràfics 3D com els que es fan servir a CAD o a molts videojocs.

### Targetes híbrides
Aquest nou tipus de GPU competeix amb les targetes de gràfiques integrades. Les implementacions més comunes són la Hipermemory de ATI i la TurboCache de nVidia. Les targetes gràfiques híbrides solen ser més costoses que les integrades però menys que les dedicades i malgrat que segueixin utilitzant memòria RAM del sistema, posseeixen una petita part de memòria muntada a la mateixa targeta per a operacions d'alta prioritat. El disseny d'aquestes targetes ha estat possible gràcies a la tecnologia PCI Express i sovint s'anuncia que per exemple aquesta targeta pot tenir fins a 512 MB de RAM. Amb aquesta expressió s'indica la màxima memòria del sistema que es compartirà amb la targeta.

## Fabricants de GPU
- ATI Technologies (actualment d'AMD)
- Nvidia Corporation
- Fujitsu
- 3Dlabs
- Matrox
- XGI Technology
- Intel
- 3dfx (actualment de NVIDIA)
- S3 Graphics (actualment de VIA Technologies)
- Falanx Microsystems - actualment ARM Norway